# Maxime Daniel
Maxime Daniel (Rennes, 5 giugno 1991) è un ex ciclista su strada e pistard francese con caratteristiche di velocista, professionista dal 2013 al 2019.

## Palmarès

### Strada
- 2012 (Sojasun Espoirs, cinque vittorie)

Souvenir Louison Bobet
ZLM Tour
2ª tappa Boucle de l'Artois
3ª tappa Boucle de l'Artois
Classifica generale Tour du Canton de Saint-Ciers
- 2013 (Sojasun, una vittoria)

6ª tappa Volta a Portugal (Sertã > Castelo Branco)

### Pista
- 2015

Open Roubaix Lille Métropole, Inseguimento a squadre (con Julien Duval, Corentin Ermenault e Julien Morice)

## Piazzamenti

### Classiche monumento
- Giro delle Fiandre

2016: ritirato
- Parigi-Roubaix

2016: 28º
2017: ritirato
2018: ritirato

### Competizioni mondiali
- Campionati del mondo

Limburgo 2012 - In linea Under-23: 82º